# 1996–1997-es UEFA-bajnokok ligája (selejtezők)
Az 1996–1997-es UEFA-bajnokok ligája selejtezőit egy fordulóban bonyolították le 1996. augusztus 7. és augusztus 21. között. A selejtezőben 16 csapat vett részt.  A párosítások győztesei bejutottak a csoportkörbe.

## Párosítások
A párosítások győztesei bejutottak a csoportkörbe.
| 1. csapat        | Össz.Tooltip Aggregate score | 2. csapat             | 1. mérk. | 2. mérk.   |
| ---------------- | ---------------------------- | --------------------- | -------- | ---------- |
| Makkabi Tel-Aviv | 1–2                          | Fenerbahçe SK         | 0–1      | 1–1        |
| Rangers          | 10–3                         | Alanyija Vlagyikavkaz | 3–1      | 7–2        |
| Panathinaikósz   | 1–3                          | Rosenborg             | 1–0      | 0–3 (h.u.) |
| IFK Göteborg     | 4–1                          | Ferencváros           | 3–0      | 1–1        |
| Widzew Łódź      | 4–4 (i.g.)                   | Brøndby               | 2–1      | 2–3        |
| Grasshopper      | 6–0                          | Slavia Praha          | 5–0      | 1–0        |
| Club Brugge      | 2–5                          | Steaua București      | 2–2      | 0–3        |
| Rapid Wien       | 6–2                          | Dinamo Kijiv          | 2–0      | 4–2        |

## 1. mérkőzések
Az időpontok helyi idő szerint értendők.
| 1996. augusztus 7. 19:30 |

| Makkabi Tel-Aviv | 0–1               | Fenerbahçe SK  |
| ---------------- | ----------------- | -------------- |
|                  | (0–1) Jegyzőkönyv | Kemalettin 43' |

| Ramat Gan Stadion, Ramat Gan Nézőszám: 20 000 Játékvezető: Günter Benkö (osztrák) |

| 1996. augusztus 7. 20:00 |

| Rangers                            | 3–1               | Alanyija Vlagyikavkaz |
| ---------------------------------- | ----------------- | --------------------- |
| McInnes 51' McCoist 60' Petrić 77' | (0–1) Jegyzőkönyv | Yanovskiy 29'         |

| Ibrox Stadium, Glasgow Nézőszám: 45 000 Játékvezető: Markus Merk (német) |

| 1996. augusztus 7. 21:15 |

| Panathinaikósz | 1–0               | Rosenborg |
| -------------- | ----------------- | --------- |
| Warzycha 19'   | (1–0) Jegyzőkönyv |           |

| Apostolos Nikolaidis Stadium, Athén Nézőszám: 33 095 Játékvezető: Michel Piraux (belga) |

| 1996. augusztus 7. 19:00 |

| IFK Göteborg                     | 3–0               | Ferencváros |
| -------------------------------- | ----------------- | ----------- |
| Blomqvist 37' Pettersson 49' 56' | (1–0) Jegyzőkönyv |             |

| Idrottsparken, Norrköping Nézőszám: 5513 Játékvezető: Alain Sars (francia) |

| 1996. augusztus 7. 20:15 |

| Widzew Łódź             | 2–1               | Brøndby  |
| ----------------------- | ----------------- | -------- |
| Dembiński 63' Majak 73' | (0–0) Jegyzőkönyv | Bjur 75' |

| Stadion Widzewa, Łódź Nézőszám: 6300 Játékvezető: Mario van der Ende (holland) |

| 1996. augusztus 7. 20:15 |

| Grasshopper                                             | 5–0               | Slavia Praha |
| ------------------------------------------------------- | ----------------- | ------------ |
| Türkyilmaz 11' 46' Esposito 43' Moldovan 57' Koller 89' | (2–0) Jegyzőkönyv |              |

| Hardturm, Zürich Nézőszám: 9300 Játékvezető: Jorge Monteiro Coroado (portugál) |

| 1996. augusztus 7. 20:00 |

| Club Brugge            | 2–2               | Steaua București |
| ---------------------- | ----------------- | ---------------- |
| Nielsen 27' Špehar 54' | (1–1) Jegyzőkönyv | Ilie 45' 62'     |

| Jan Breydel Stadium, Brugge Nézőszám: 10 755 Játékvezető: Rune Pedersen (norvég) |

| 1996. augusztus 7. 20:30 |

| Rapid Wien          | 2–0               | Dinamo Kijiv |
| ------------------- | ----------------- | ------------ |
| Stumpf 7' Guggi 89' | (1–0) Jegyzőkönyv |              |

| Gerhard Hanappi Stadium, Bécs Nézőszám: 29 500 Játékvezető: Anders Frisk (svéd) |

## 2. mérkőzések
| 1996. augusztus 21. 20:00 |

| Fenerbahçe SK | 1–1               | Makkabi Tel-Aviv |
| ------------- | ----------------- | ---------------- |
| Okocha 19'    | (1–0) Jegyzőkönyv | Driks 75'        |

| Fenerbahçe Stadı, Isztambul Nézőszám: 30 000 Játékvezető: Vágner László (magyar) |

| 1996. augusztus 21. 20:00 |

| Alanyija Vlagyikavkaz                   | 2–7               | Rangers                                                      |
| --------------------------------------- | ----------------- | ------------------------------------------------------------ |
| Yanovskiy 14' Suleymanov 24' (11-esből) | (2–4) Jegyzőkönyv | McCoist 1' 13' 18' Van Vossen 40' Laudrup 56' 83' Miller 87' |

| Republican Spartak Stadium, Vlagyikavkaz Nézőszám: 33 000 Játékvezető: Urs Meier (svájci) |

| 1996. augusztus 21. 19:30 |

| Rosenborg                         | 3–0 (h. u.)                 | Panathinaikósz |
| --------------------------------- | --------------------------- | -------------- |
| Strand 63' Iversen 94' Heggem 97' | (0–0, 1–0, 3–0) Jegyzőkönyv |                |

| Lerkendal Stadion, Trondheim Nézőszám: 21 500 Játékvezető: Paul Durkin (skót) |

| 1996. augusztus 21. 20:30 |

| Ferencváros | 1–1               | IFK Göteborg  |
| ----------- | ----------------- | ------------- |
| Horváth 13' | (1–0) Jegyzőkönyv | Andersson 87' |

| Üllői úti stadion, Budapest Nézőszám: 5925 Játékvezető: José María García-Aranda (spanyol) |

| 1996. augusztus 21. 20:05 |

| Brøndby                         | 3–2               | Widzew Łódź           |
| ------------------------------- | ----------------- | --------------------- |
| Möller 31' Bjur 44' Vilfort 47' | (2–0) Jegyzőkönyv | Citko 56' Wojtala 88' |

| Brøndby Stadium, Brøndby Nézőszám: 10 400 Játékvezető: Ahmet Çakar (török) |

| 1996. augusztus 21. 20:15 |

| Slavia Praha | 0–1               | Grasshopper    |
| ------------ | ----------------- | -------------- |
|              | (0–0) Jegyzőkönyv | Türkyilmaz 70' |

| Stadion Evžena Rošického, Prága Nézőszám: 3012 Játékvezető: Kim Milton Nielsen (dán) |

| 1996. augusztus 21. 21:00 |

| Steaua București      | 3–0               | Club Brugge |
| --------------------- | ----------------- | ----------- |
| Ilie 32' 44' Nagy 55' | (2–0) Jegyzőkönyv |             |

| Steaua Stadion, Bukarest Nézőszám: 10 912 Játékvezető: Pierluigi Collina (olasz) |

| 1996. augusztus 21. 19:00 |

| Dinamo Kijiv                 | 2–4               | Rapid Wien                                      |
| ---------------------------- | ----------------- | ----------------------------------------------- |
| Kalitvintsev 6' Maksymov 77' | (1–3) Jegyzőkönyv | Ivanov 23' 42' Kühbauer 32' Holovko 62' (öngól) |

| NSK Olimpiyskyi, Kijev Nézőszám: 70 000 Játékvezető: Serge Muhmenthaler (svájci) |